# Fernando de Rojas (conquistador)
Fernando de Rojas fue un conquistador español natural de la villa de Cuéllar, en la provincia de Segovia (España).
En el año 1519 ya se encontraba en la isla de Cuba, y un año más tarde pasó a Nueva España con Pánfilo de Narváez. Participó en la conquista de México, siendo uno de los conquistadores que firmó la carta de 1520.